# Kaleen
Marie-Sophie Kreissl, poklicno znana kot Kaleen, avstrijska pevka, plesalka in koreografinja * 12. november 1994.

## Zgodnje življenje
Kaleen je odraščala v Ried im Traunkreis v Zgornji Avstriji. Pri dveh letih se je začela učiti balet. Pri sedmih letih je osvojila svoj prvi naslov avstrijske baletne prvakinje.

## Kariera
Leta 2014 se je udeležila nemške plesnega tekmovanja Got to Dance.  Skupaj s soplesalcem je prišla do finala. Od leta 2020 dela kot koreografinja in režiserka za ORF. Leta 2021 je ustanovila lastno glasbeno založbo Wifi Records. Njen prvi album, Stripping Feelings, je izšel septembra 2023.
Od leta 2018 sodeluje tudi pri Pesmi Evrovizije in Mladinski pesmi Evrovizije. Sodelovala je kot spremljevalna pevka, plesalka, koreografinja in kot kreativni direktor.
Dne 16. januarja 2024 je bilo objavljeno, da je bila Kaleen interno izbrana za predstavnico Avstrije na Pesmi Evrovizije 2024, ki je potekala v Malmöju na Švedskem. Njena pesem »We Will Rave« je bila mešanica dance-popa in techna, izdan 1. marca 2024. Kaleen je nastopila v drugem polfinalu dne 9. maja 2024 in se uvrstila v finale, kjer je zasedla 24. mesto s 24 točkami.

## Diskografija

### Studijski album
| Naslov             | Podrobnosti                                                                                      |
| ------------------ | ------------------------------------------------------------------------------------------------ |
| Stripping Feelings | - Objavljeno: 22. septembra 2023 - Založba: Wifi Records - Formati: digitalni prenos, pretakanje |

### Pesmi
| Naslov                                                                             | Leto | Najvišja uvrstitev na lestvicah | Najvišja uvrstitev na lestvicah | Najvišja uvrstitev na lestvicah | Najvišja uvrstitev na lestvicah | Album / EP         |
| Naslov                                                                             | Leto | AUT                             | LTU                             | SWE Heat.                       | SWI                             | Album / EP         |
| ---------------------------------------------------------------------------------- | ---- | ------------------------------- | ------------------------------- | ------------------------------- | ------------------------------- | ------------------ |
| »Too Good to Not«                                                                  | 2021 | —                               | —                               | —                               | —                               | —                  |
| »Don't Wanna Leave You Now«                                                        | 2021 | —                               | —                               | —                               | —                               |                    |
| »Games«                                                                            | 2022 | —                               | —                               | —                               | —                               |                    |
| »Put You Down«                                                                     | 2022 | —                               | —                               | —                               | —                               |                    |
| »What It Feels Like«                                                               | 2023 | —                               | —                               | —                               | —                               | Stripping Feelings |
| »Stripping Feelings«                                                               | 2023 | —                               | —                               | —                               | —                               | Stripping Feelings |
| »Taking Chances«                                                                   | 2023 | —                               | —                               | —                               | —                               | Stripping Feelings |
| »We Will Rave«                                                                     | 2024 | 18                              | 30                              | 3                               | 75                              |                    |
| »—« označuje singel, ki se ni uvrstil na lestvico ali ni bil izdan na tem ozemlju. |      |                                 |                                 |                                 |                                 |                    |